# Weymeria suffusa
Weymeria suffusa là một loài bướm đêm trong họ Noctuidae.